# Anna Vittoria Dolara
Anna Vittoria Dolara (ur. w 1754 w Rzymie; zm. 11 stycznia 1827 tamże) – włoska zakonnica i malarka miniatur.

## Życiorys
Dolara po ukończeniu szkoły w klasztorze u Dominikanek S. Caterina da Siena a Magnanapoli na wzgórzu Kwirynał w Rzymie została tam nowicjuszką i wstąpiła do zakonu. Spędziła w tych murach prawie całe swoje życie,  nauczyła się malarstwa miniaturowego i została w tym mistrzynią. Miała także znaczne umiejętności administracyjne i dlatego została wybrana przełożoną klasztoru.
Anna Vittoria Dolara namalowała wiele obrazów. Najważniejsze w jej karierze artystycznej były portrety papieży: Piusa VII i Leona XII. Znana jest również miniatura obrazu Wielkiej Księżnej Toskanii.
Pod pseudonimem Florinda Carisi Dolara została przyjęta do Accademii dell’Arcadia.
Rewolucja francuska przyniosła obciążenia gospodarcze rzymskim klasztorom, w których wcześniej nie przeprowadzono reform. Dolara była w stanie zabezpieczyć źródła utrzymania klasztoru, produkując i sprzedając miniatury.
Anna Vittoria Dolara zmarła w Rzymie 11 stycznia 1827 w wieku 73 lat.
Z powodu błędu typowo graficznego w jednym z nieznanych dzieł Dolary krąży również niewłaściwa nazwa jej nazwiska – Dolgara.